# Wyczółkowo
Wyczółkowo – kolonia w Polsce, położona w województwie lubuskim, w powiecie krośnieńskim, w gminie Maszewo.
W latach 1975–1998 miejscowość należała administracyjnie do województwa zielonogórskiego.